# Rosa juzepczukiana
Rosa juzepczukiana es una especie de planta del género Rosa, de la familia Rosaceae.

## Taxonomía
Rosa juzepczukiana fue descrita por Vassilcz. en 1976.

## Distribución
Se encuentra en el territorio de Kirguistán.